# Tomasz Komorowski
Tomasz Andrzej Komorowski (ur. 12 listopada 1963) – polski matematyk, pracownik Instytutu Matematycznego PAN. W swoich badaniach zajmuje się m.in. rachunkiem prawdopodobieństwa i procesami stochastycznymi.

## Życiorys
W 1987 ukończył studia matematyczne na Uniwersytecie Marii Curie-Skłodowskiej w Lublinie, w 1992 studia w zakresie matematyki stosowanej na Uniwersytecie Stanu Michigan. W 1994 obronił pracę doktorską Limit Theorems for Motions in a Random Field napisaną pod kierunkiem George'a Papanicolau na Uniwersytecie Nowojorskim (w 1998 nostryfikował ją w Polsce). W latach 1998–2011 pracował na Uniwersytecie Marii Curie-Skłodowskiej. W 2001 habilitował się na Uniwersytecie Jagiellońskim na podstawie pracy Twierdzenia graniczne dla dyfuzji w ośrodkach losowych, w 2008 otrzymał tytuł profesora nauk matematycznych. Od 2011 pracuje w Instytucie Matematycznym PAN.
Swoje prace publikował m.in. w „Journal of Statistical Physics”, „Communications in Mathematical Physics”, „Annals of Probability", „Archive for Rational Mechanics and Analysis”, „Journal of Functional Analysis” oraz „Communications on Pure and Applied Mathematics".
Od 2002 jest członkiem Komitetu Matematyki PAN.
W 2011 został wyróżniony Nagrodą im. Stefana Banacha za osiągnięcia w zakresie teorii ośrodków losowych i ich zastosowań w fizyce matematycznej.